# هارلم (شمال-هولندا)
هارلم  Haarlem  هي مدينة وبلدية بمقاطعة شمال هولندا، هولندا.

## طوبوغرافيا
خريطة طوبوغرافية هولندية لبلدية هارلم، (تقرأ بعد ثلاث نقرات على الخريطة).

## توأمة
لهارلم (شمال-هولندا) اتفاقيات توأمة مع كل من:
- أنجيه
- أوسنابروك (24 أكتوبر 1961 - )
- موتاري
- أميرطاغ

## صور من المدينة

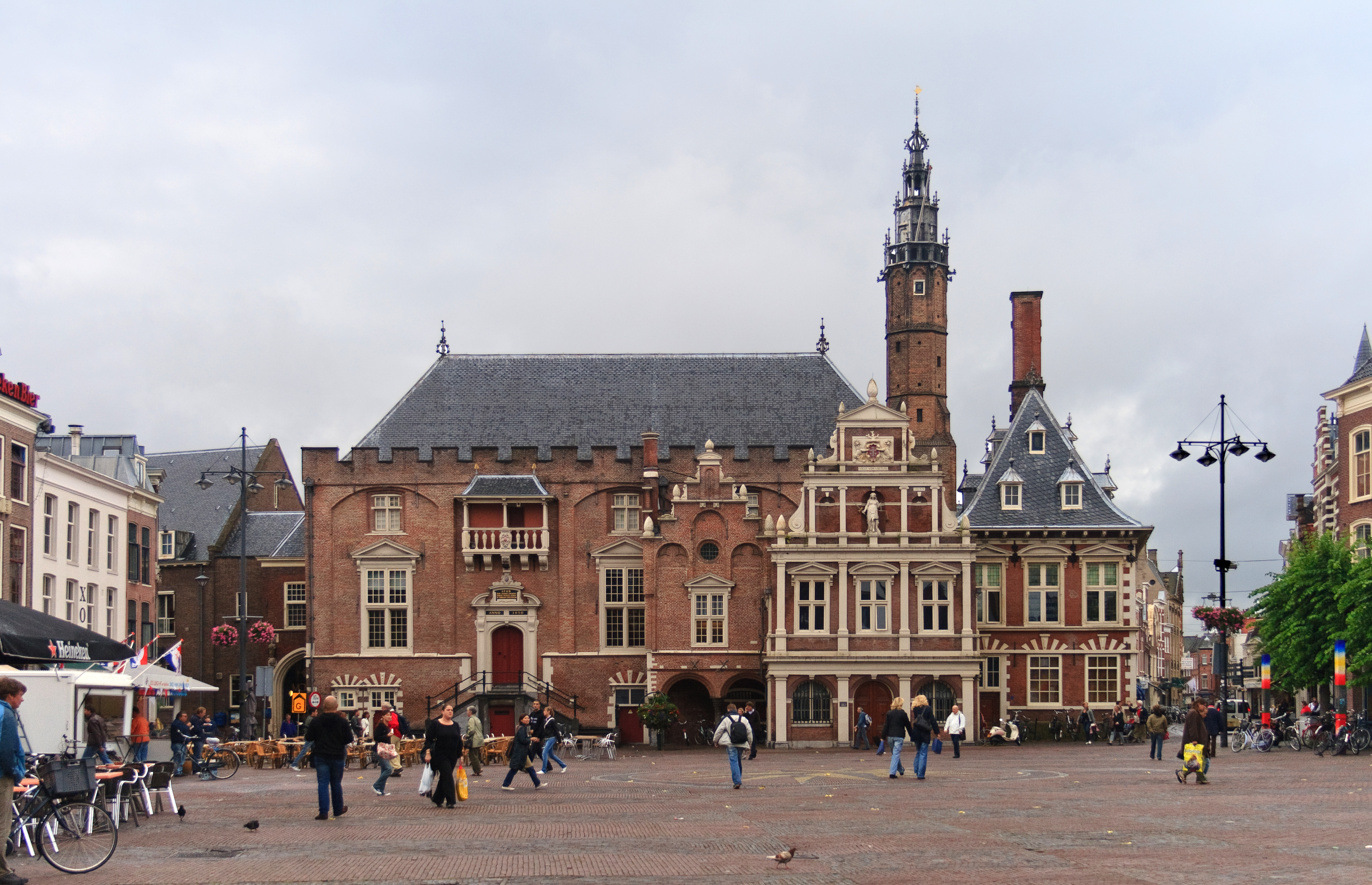
مقر البلدية
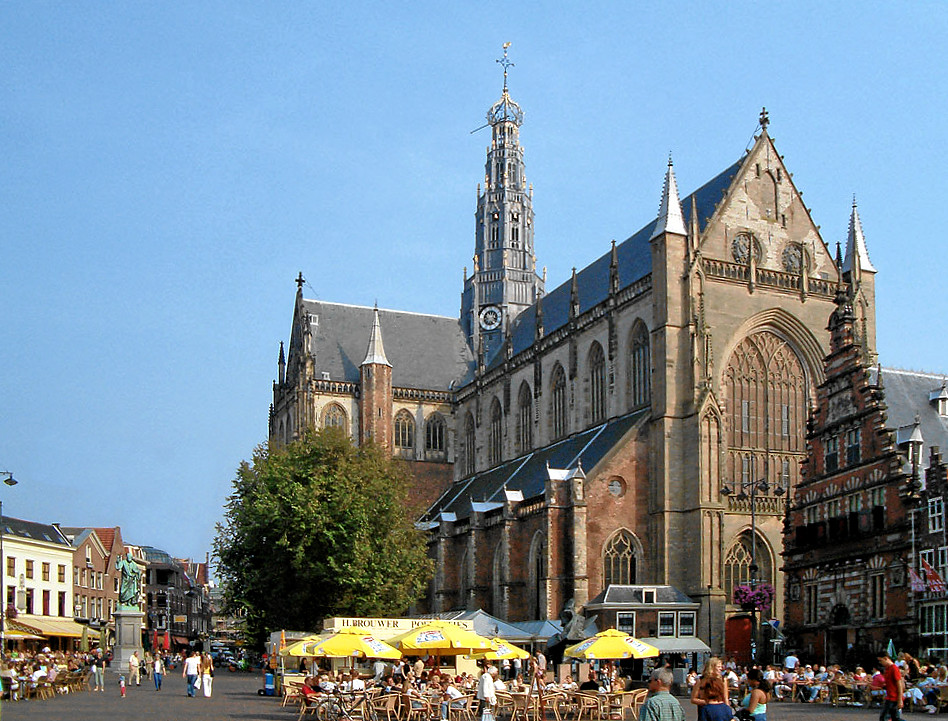
السوق الكبير
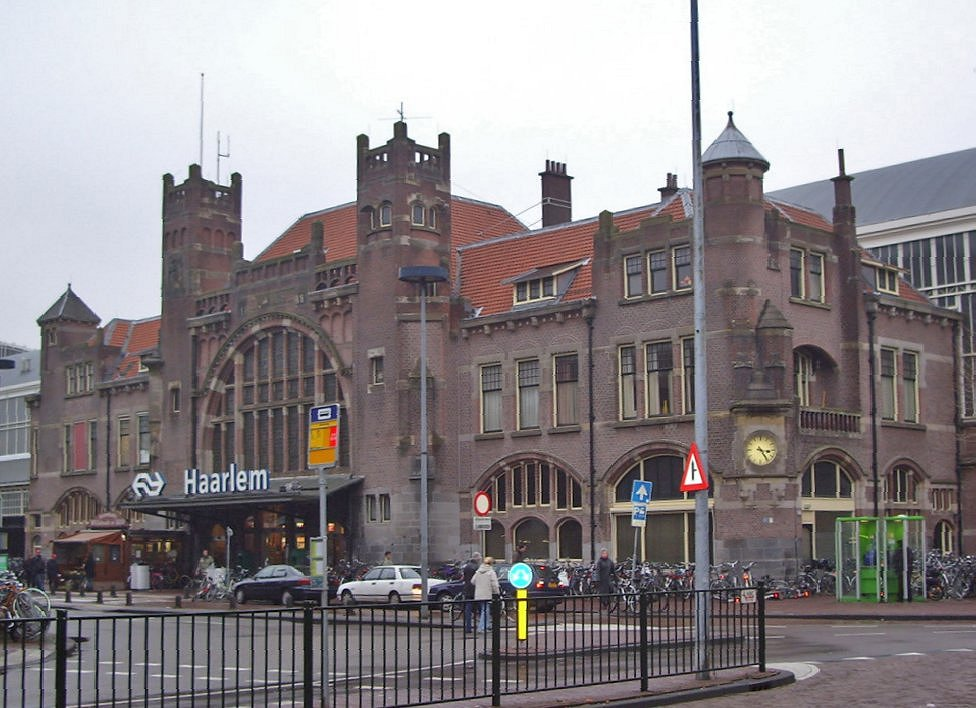
محطة القطار
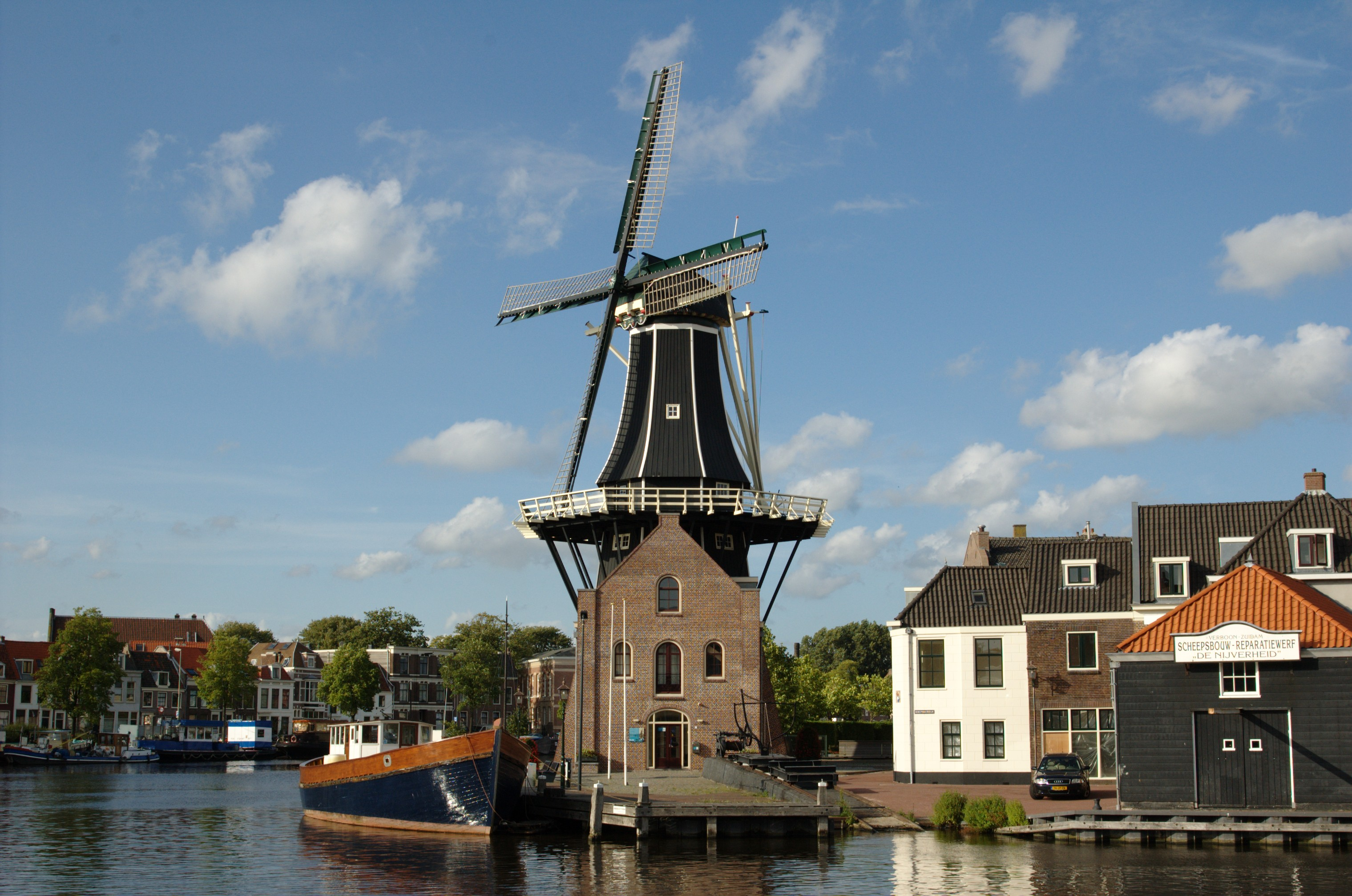
طاحونة
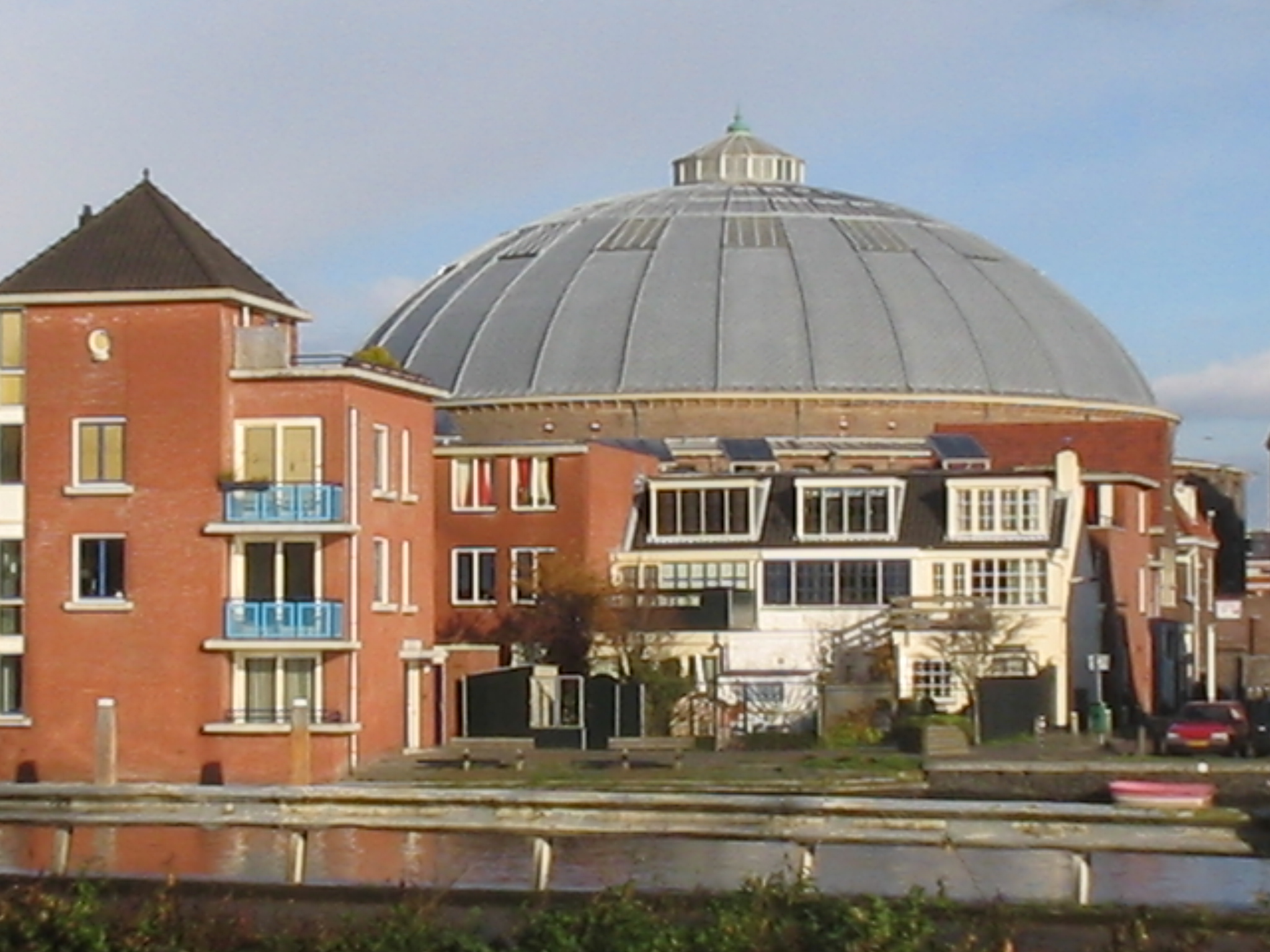
سجن هارلم المعروف في هولندا بقبته

## أعلام
- جاكوب فان روسيدل
- هوغو دي فريس
- فرانز هالز
- مارتن فان هيمسكيرك
- فيليبس فاورمان
- مارتن ستيكلنبيرغ
- كورنيليس فان هارلم
- جايدو ڤان روسم
- هاري موليسش
- خيرتخين توت سنت ياس